# Homocea
Homocea est une commune roumaine située dans le județ de Vrancea.